# 出水神社 (熊本市)
出水神社（いずみじんじゃ）は、熊本県熊本市中央区の水前寺成趣園内にある神社である。熊本藩歴代藩主を祀る神社として、明治時代にかつての家臣らによって創建された。旧社格は県社。

## 祭神
熊本藩細川氏の藩祖細川忠利卿とその祖父藤孝卿（幽斎）、父忠興卿、6代藩主重賢卿を主祭神とし、それ以外の細川氏歴代藩主（光尚朝臣（2代）、綱利朝臣（3代）、宣紀朝臣（4代）、宗孝朝臣（5代）、治年朝臣（7代）、斉茲朝臣（8代）、斉樹朝臣（9代）、斉護朝臣（10代）、韶邦朝臣（11代）、護久朝臣（12代）の10代）、及び忠興卿室の玉（通称ガラシャ）の11柱を配祀する。

## 由緒
熊本藩では文化6年（1809年）の細川藤孝（幽斎）の200年忌に合わせて藤孝・忠興父子を祀る神社の創建構想が立てられ、京都の吉田家などに斡旋を依頼した。しかし、初代将軍である徳川家康に東照大権現の神号を贈った江戸幕府が朝廷に対して諸大名への神号授与を禁じており（抜け道はあったが公称出来ない）、実際に藩祖を神として祀っている藩も幕府には無届で城内や既存の神社の摂社の施設において極秘に祀っている事情が判明したため、断念に追い込まれている。
明治11年（1878年）10月7日、旧藩士松井章之らの請願により藩主別邸の跡である成趣園（水前寺成趣園）内に、成趣園全域を社地として創建され、翌12年5月13日に県社に列した。熊本の街はその前年までの西南戦争により焼け野原となっており、その復興にあたり人心の寄り所とするためであった。
社名は水前寺成趣園の池の湧水に因むもので、社紋は細川氏の家紋と同じ細川九曜紋。
敷地内には能楽殿があり、夏祭で奉納される薪能は日本で5番目に古い。

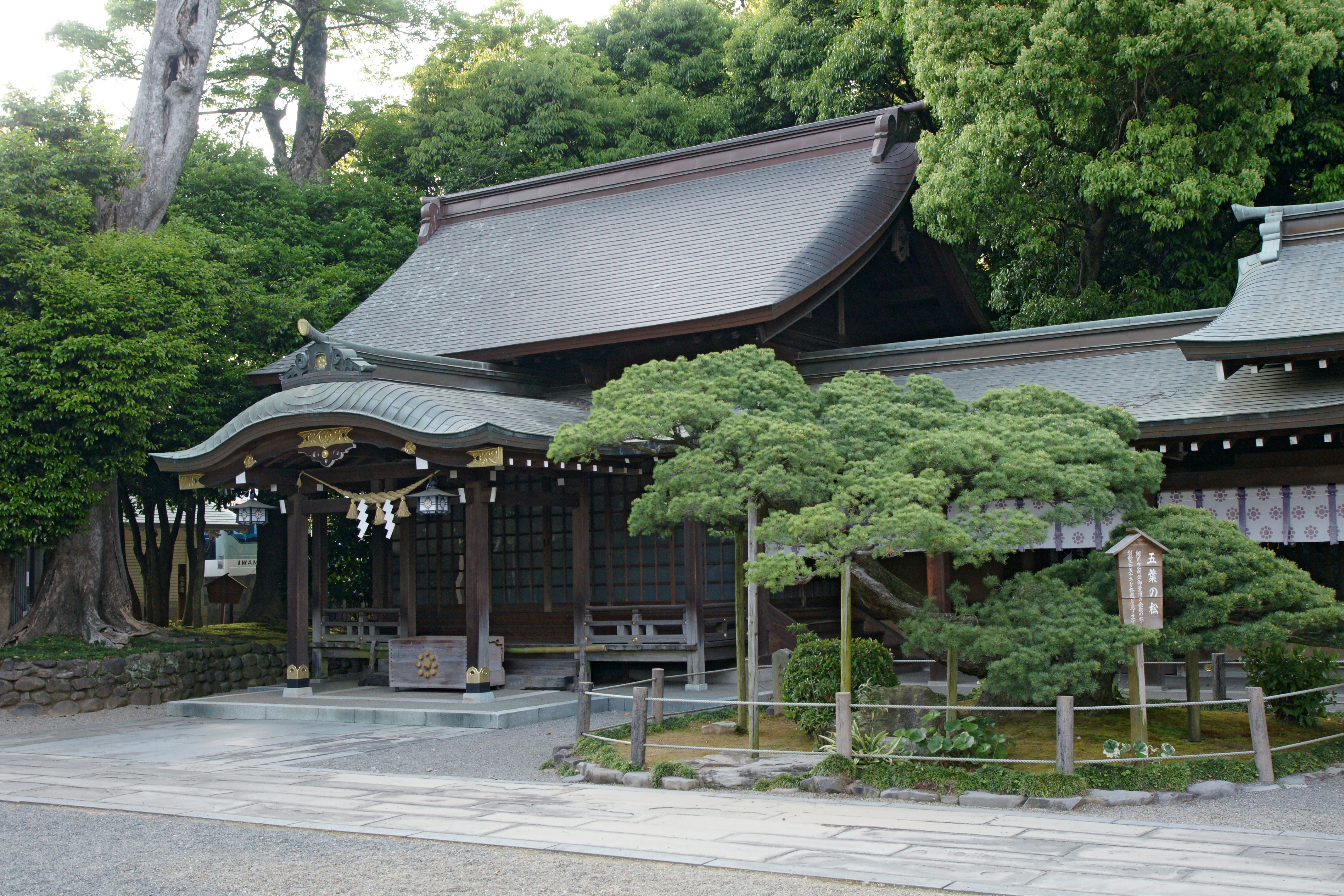
神楽殿
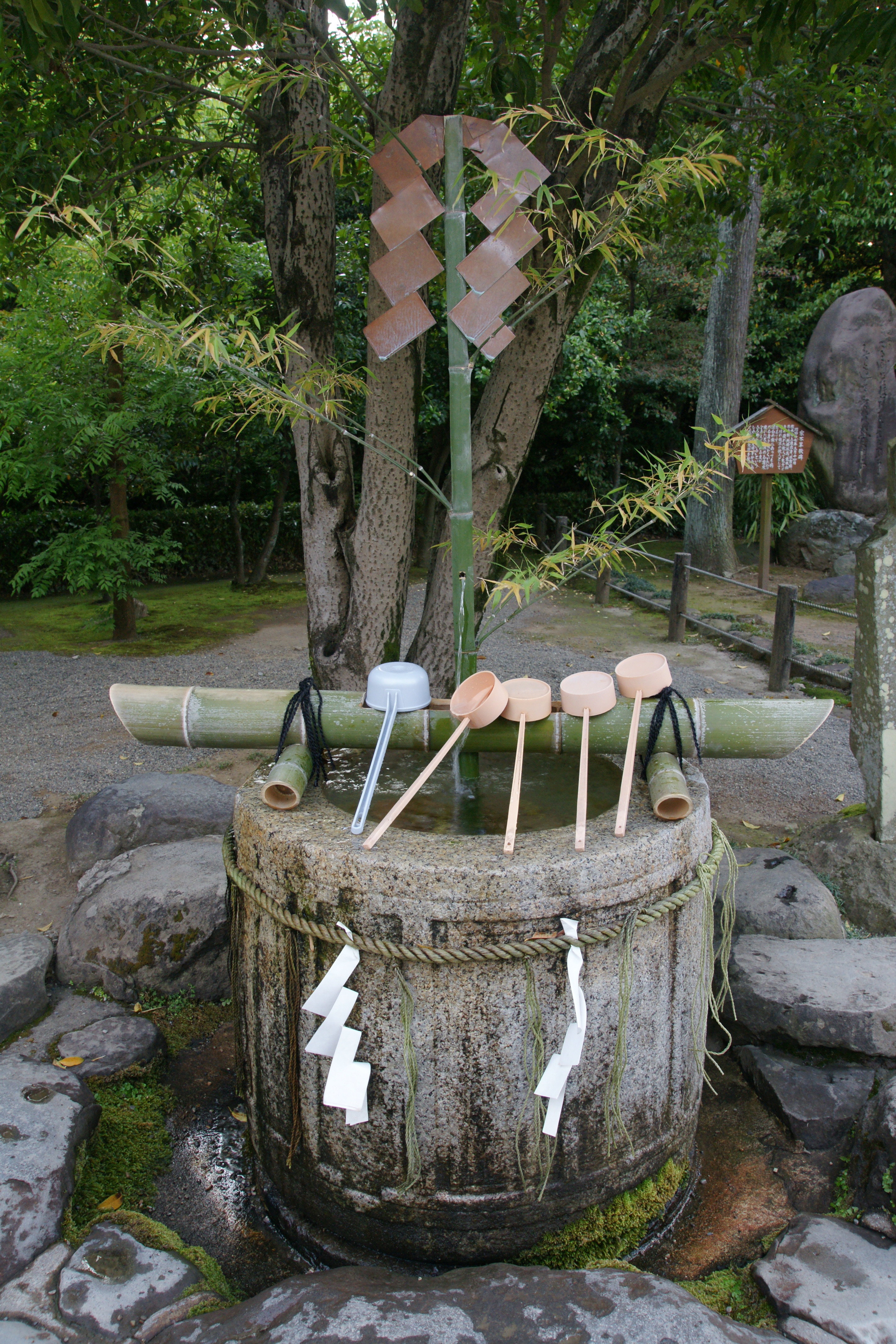
袈裟紋の水磐
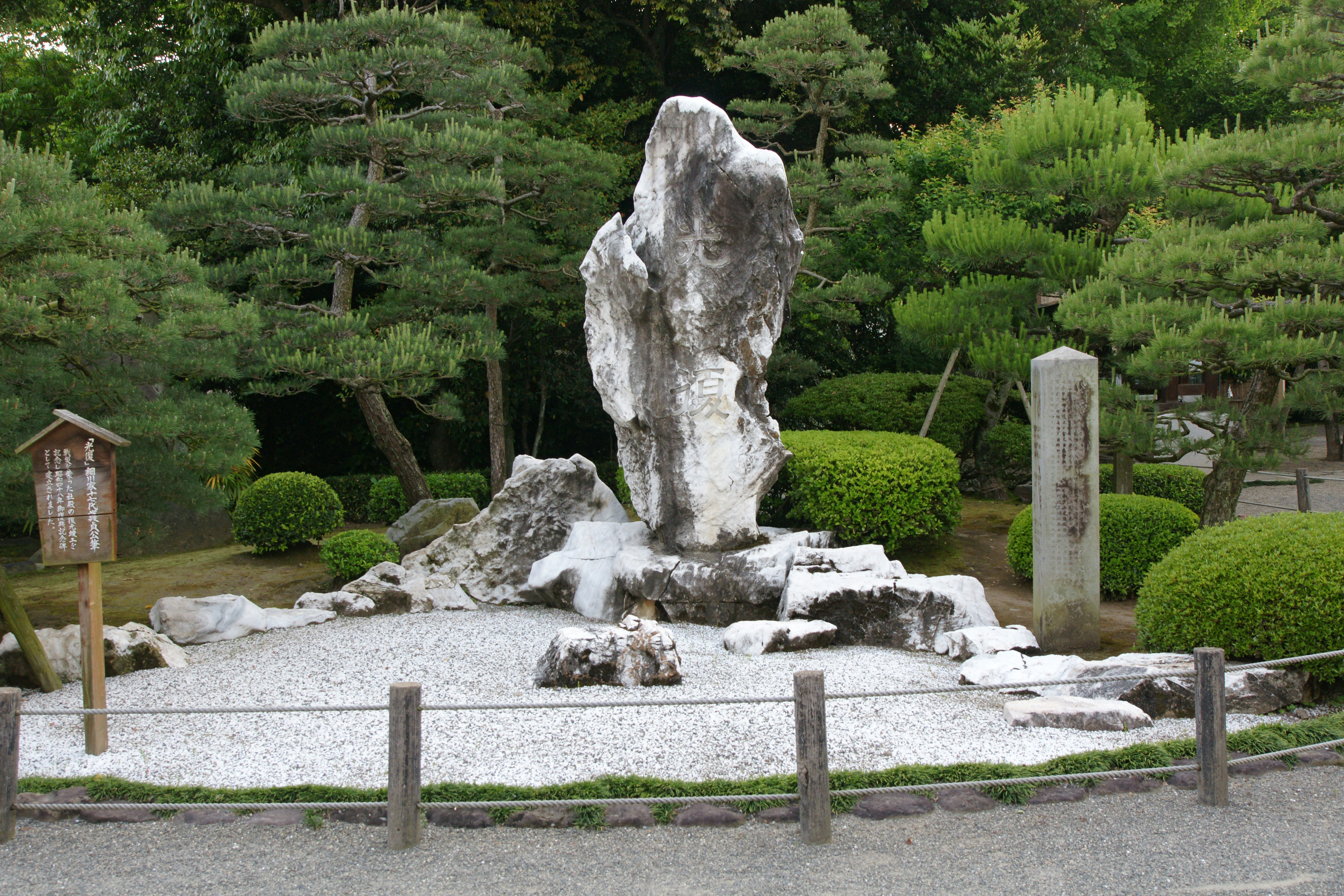
「光復」の碑
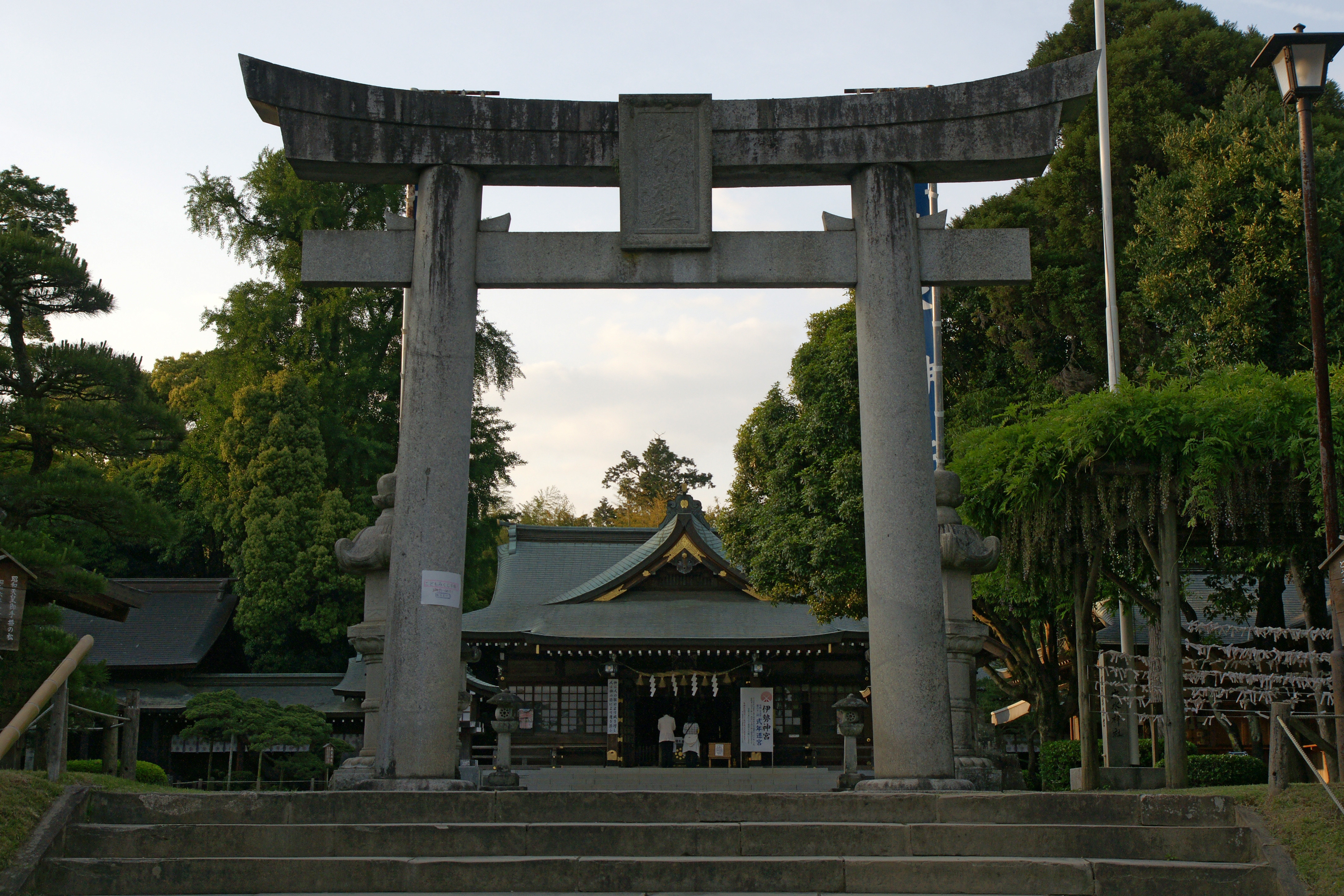
境内入口の鳥居

## 境内社

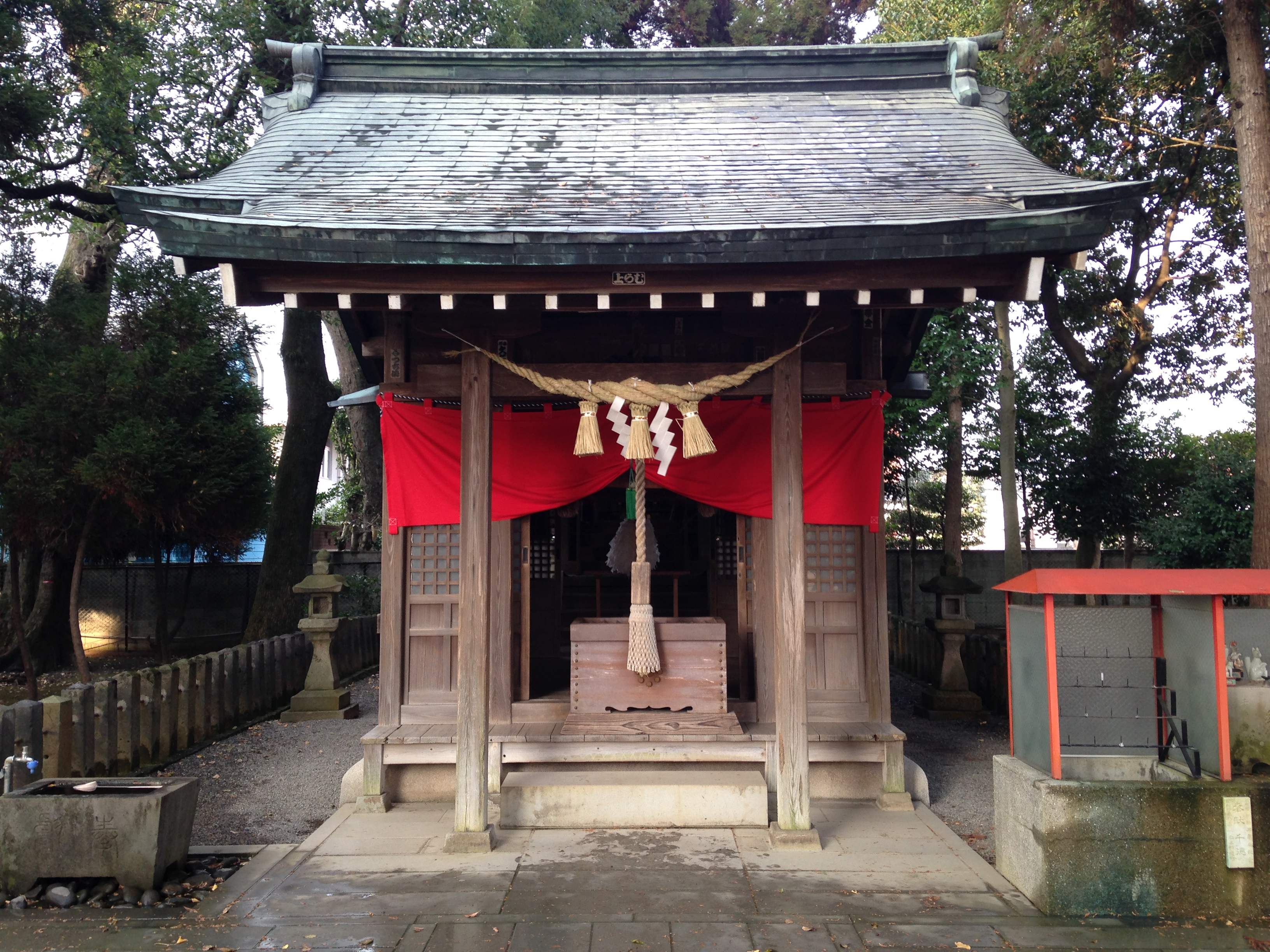
稲荷神社

- 稲荷神社 - 文化6年（1809年）、斉茲朝臣（8代）により、京都伏見稲荷大社より勧請。

## 社宝
- 脇差 大摺上 無銘（三原派）、伝細川幽斎所用（幽斎大三原）